# Pointvillers
Pointvillers era una comuna francesa situada en el departamento de Doubs, de la región de Borgoña-Franco Condado, que el 1 de enero de 2017 fue suprimida al fusionarse con la comuna de Montfort, formando la comuna nueva de Le Val.

## Demografía
| Gráfica de evolución demográfica de Pointvillers entre 1800 y 2014 |
|                                                                    |

Los datos demográficos contemplados en este gráfico de la comuna de Pointvillers se han cogido de 1800 a 1999 de la página francesa EHESS/Cassini, y los demás datos de la página del INSEE.